# Aardvark (computerspel)
Aardvark (Engels voor aardvarken) is een computerspel voor de Commodore 16 en Commodore 64 waarbij de speler mieren en larven moet verzamelen door gebruik te maken van de snuit van een aardvarken.
Het spel is gebaseerd op Anteater.

## Ontvangst
| Beoordeeld door | Platform     | Datum         | Score |
| --------------- | ------------ | ------------- | ----- |
| Computer Gamer  | Commodore 16 | februari 1987 | 80%   |